# Liste der geschützten Landschaftsbestandteile in Fürth
In Fürth gibt es seit 2001 insgesamt 55 geschützte Landschaftsbestandteile in vier Kategorien. Alle Flächen wurden unter der Kennung LB-01066 Landschaftsbestandteil im Stadtgebiet Fürth zusammengefasst. Im Juni 2022 wurde eine Neuordnung der geschützten Landschaftsbestandteile beschlossen, jedoch bis Juni 2023 nicht umgesetzt.

## Kategorien
Die geschützten Landschaftsbestandteile in Fürth sind in vier Kategorien aufgeteilt:
- LBH: Hecken, Gebüsche, kleine Baum- und Gehölzgruppen
- LBW: Kleinräumige Waldbestände
- LBF: Gewässervegetation und Feuchtgebiete
- LBR: Magerrasen

## Derzeitige Landschaftsbestandteile
| Südexponierter Heckenstreifen mit wärmeliebender Vegetation südl. der Obermichelbacher Straße | BW | LBH 1  | Fürth, Vach                       | ⊙ | 0,10 |  |
| Dichte, z.T durchgewachsene Heckenstrukturen sowie ein Gehölzstreifen mit überwiegend altem Baumbestand an südexponiertem Hang; in und um die Kleingartenanlage nördl. der Obermichelbacher Straße                                                                                             | BW | LBH 2  | Fürth, Vach                       | ⊙ | 0,90 |  |
| Hohlweg mit kleinen, seitlichen Geländeanschnitten und beidseitigem, lückigem Böschungsbewuchs; zwischen Ortsmitte Vach und MO-Kanal am Löchleinsgraben | BW | LBH 3  | Fürth, Vach                       | ⊙ | 0,30 |  |
| Mehrere Hecken und ein kleines Feldgehölz – südexponiert; am Südrand von Vach zwischen dem MO-Kanal und der Flexdoffer Straße | BW | LBH 4  | Fürth, Vach                       | ⊙ | 1,44 |  |
| Mehrere Hecken und ein kleines Waldstück an Böschungen und Terrassenkanten entlang zweier schmaler Taleinschnitte; nördl. Ritzmannshof | BW | LBH 5  | Fürth, Vach                       | ⊙ | 0,67 |  |
| Zwei breite und sehr dichte Gehölzstreifen; südl. von Atzenhof beidseitig der Mainstraße | | LBH 6  | Fürth, Unterfarrnbach             | ⊙ | 0,53 |  |
| Zwei extensiv genutzte Gartenflächen mit dichtem Obstbaumbestand; nordöstlich von Kronach | BW | LBH 7  | Fürth, Sack                       | ⊙ | 0,30 |  |
| Gemischte Hecken an Weg- und Feldrainen, am südl. Farnbachtalrand, westl. von Burgfarrnbach | BW | LBH 8  | Fürth, Burgfarrnbach              | ⊙ | 0,88 |  |
| Gemischte Feldhecke; entlang Felsenkellerweg südl. von Burgfarrnbach | BW | LBH 9  | Fürth, Burgfarrnbach              | ⊙ | 0,47 |  |
| Gemischte Hecken an Graben und Wegrainen; zwischen Kirchenweg und Regelsbacher Straße am Südrand von Burgfarrnbach | BW | LBH 10 | Fürth, Burgfarrnbach              | ⊙ | 0,84 |  |
| Mehrere, zum Teil durchwachsene Hecken an Straßenböschungen; an der Würzburger Straße/Ecke Am Kieselbühl | BW | LBH 11 | Fürth, Unterfarrnbach             | ⊙ | 0,61 |  |
| Gemischte, stellenweise dichte und breite Heckenstruktur; an der Siedlung Eigenes Heim zwischen Vacher- und Feldstraße | BW | LBH 12 | Fürth                             | ⊙ | 0,32 |  |
| Gemischte Gehölzstreifen als Siedlungseingrünung; am Nordrand von Oberfürberg | BW | LBH 13 | Fürth, Dambach                    | ⊙ | 0,18 |  |
| Gemischter Gehölzstreifen in Verbindung mit einem kleinen Feldgehölz als Siedlungseingrünung; am Westrand von Dambach auf der Trasse der Löwensohnstraße | BW | LBH 14 | Fürth                             | ⊙ | 0,16 |  |
| Überwiegend aus Weiden bestehender Gehölzstreifen entlang des regulierten Landgrabens; am nördl. Pegnitztalgrund Am Talblick | BW | LBH 15 | Fürth                             | ⊙ | 0,68 |  |
| Gemischter Gehölzstreifen als Gliederungselement; bei Steinach zwischen Frankenschnellweg und Bucher Landgraben | BW | LBH 16 | Fürth, Sack                       | ⊙ | 0,11 |  |
| Zwei Leitenwalder entlang eines schmalen Taleinschnittes, nördlich von Ritzmannshof | BW | LBW 1  | Fürth, Vach                       | ⊙ | 3,38 |  |
| Kiefern-Eichen-Wäldchen mit gutem Eichenjungwuchs, Schichtung entwicklungsfähig; nördlich von Sack neben dem Sportgelände des TSV | BW | LBW 2  | Fürth, Sack                       | ⊙ | 0,98 |  |
| Kleine Laubmischwaldchen und Gehölzstreifen im Böschungs- und anschließendem Verebnungsbereich; beidseitig entlang der Bahnlinien Nürnberg-Würzburg am südöstlichen Offsrand/Querung des Farrnbachtals in Burgfarrnbach                                                                        | [[Vorlage:Bilderwunsch/code!/C:49.48824,10.93042!/D:Kleine Laubmischwaldchen und Gehölzstreifen im Böschungs- und anschließendem Verebnungsbereich; beidseitig entlang der Bahnlinien Nürnberg-Würzburg am südöstlichen Offsrand/Querung des Farrnbachtals in Burgfarrnbach!/\|BW]]                                                                        | LBW 3  | Fürth, Burgfarrnbach              | ⊙ | 3,15 |  |
| Nord- und ostexponierter Leitenwaldrest mit altem Laubbaumbestand; zwischen Städt Krankenanstalten und der Vacher Straße | BW | LBW 4  | Fürth                             | ⊙ | 1,50 |  |
| Ost- und südexponierter Leitenwaldrest mit altem Laubbaumbestand; westlich der Billinganlage zwischen Bergbräu-Gelände und Hochstraße | BW | LBW 5  | Fürth                             | ⊙ | 1,35 |  |
| Kleiner buchwaldähnlicher Waldbestand; am Stadtwaldrand westlich von Oberfürberg | BW | LBW 6  | Fürth, Fürther Stadtwald          | ⊙ | 0,40 |  |
| Gemischter Leitenwaldrest mit sehr guter Schichtung; am westlichen Rednitztalrand auf der Nordseite vom MO-Kanal und Südw-Tangente | BW | LBW 7  | Fürth, Dambach                    | ⊙ | 0,60 |  |
| Kleiner Laubmischwald mit guter Schichtung | BW | LBW 8  | Fürth                             | ⊙ | 0,89 |  |
| Langgestreckter, talraumprägender Leitenwaldrest mit ansatzweise guter Schichtung, Armbestand, überwiegend Kiefer und Eiche; südlich von Weikershof zwischen Rednitz und der Schwabacher Straße                                                                                                | BW | LBW 9  | Fürth                             | ⊙ | 1,59 |  |
| 2 Kiefer-Restwäldchen ("Koppenwäldchen") mit guter Naturverjüngung auf leicht erhöhten Standorten; in der Rednitzniederung nördlich von Mannhof | | LBW 10 | Fürth, Stadeln                    | ⊙ | 2,06 |  |
| Kleines Eichenwäldchen mit guter Schichtung und Naturverjüngung; am Südrand von Stadeln (ehem. Fa. Dona) | BW | LBW 11 | Fürth, Stadeln                    | ⊙ | 0,20 |  |
| Kleines, zum Teil in freier Sukzession befindliches Waldstück ("Ronhofer Wäldchen") wichtiges Gliederungselement; in Kronach am Frankenschnellweg – A 73 | BW | LBW 12 | Fürth, Ronhof                     | ⊙ | 2,95 |  |
| Kleiner Eichenhain, Rest des sog "Grafen-Wäldchens", wichtiges Gliederungselement; in Burgfarrnbach, südlich AW-Heim | BW | LBW 13 | Fürth, Burgfarrnbach              | ⊙ | 0,09 |  |
| Kleine Wasserfläche mit Seerosen, Schilfröhricht, Steifseggen und Hochstauden, gebildet durch künstliche Anstauung des am Hangfuß austretenden Wassers, eingefasst von dichtem Strauch- und Baumbestand; Nordostrand von Vach am Schlossgarten                                                 | [[Vorlage:Bilderwunsch/code!/C:49.53236,10.96959!/D:Kleine Wasserfläche mit Seerosen, Schilfröhricht, Steifseggen und Hochstauden, gebildet durch künstliche Anstauung des am Hangfuß austretenden Wassers, eingefasst von dichtem Strauch- und Baumbestand; Nordostrand von Vach am Schlossgarten!/\|BW]]                                                 | LBF 1  | Fürth, Vach                       | ⊙ | 0,74 |  |
| Rest eines Altwasserarmes, teilweise verlandet, Schilfröhricht und Hochstauden mit Ansätzen von Gehölzsaum; an der Regnitz, südöstlich der Ortsmitte von Vach | BW | LBF 2  | Fürth, Vach                       | ⊙ | 0,80 |  |
| Zusammenhängende, auf Landgrabenlauf, hohen Grundwasserstand und zukünftig extensive Nutzung angewiesene Au- und Bruchwaldreste, Röhricht- und Seggenbestände sowie gewässerbegleitende Gehölzsäume; westlich vom Frankenschnellweg – A 73 und südlich der Königsmühle entlang des Landgrabens | [[Vorlage:Bilderwunsch/code!/C:49.53467,10.98736!/D:Zusammenhängende, auf Landgrabenlauf, hohen Grundwasserstand und zukünftig extensive Nutzung angewiesene Au- und Bruchwaldreste, Röhricht- und Seggenbestände sowie gewässerbegleitende Gehölzsäume; westlich vom Frankenschnellweg – A 73 und südlich der Königsmühle entlang des Landgrabens!/\|BW]] | LBF 3  | Fürth, Stadeln                    | ⊙ | 6,05 |  |
| Kleiner, sehr gut geschichteter Auwaldrest; am Ufer der Zenn südwestlich von Ritzmannshof | BW | LBF 4  | Fürth, Unterfarrnbach, Vach       | ⊙ | 0,47 |  |
| Kleine, wechselfeuchte Senke ohne geregelten Abfluss; östlich von Stadeln zwischen Bahnlinie und Frankenschnellweg | BW | LBF 5  | Fürth, Stadeln                    | ⊙ | 0,26 |  |
| Drei benachbarte Feuchtflächen mit Schilfröhricht, Großseggenried und Hochstaudenflur; im Farrnbachtalgrund westlich von Burgfarrnbach | BW | LBF 6  | Fürth, Burgfarrnbach              | ⊙ | 1,45 |  |
| Kleines Großseggenried mit Hochstaudenflur, am Farrnbach in der Ortsmitte von Unterfarrnbach | BW | LBF 7  | Fürth, Unterfarrnbach             | ⊙ | 0,29 |  |
| Großflächiges verlandetes Altwasser mit stellenweise breitem Schilfröhrichtsaum und anschließender staunasser Wiesenmulde; in den Seewiesen zwischen Regnitz und Bahnlinie Nürnberg-Erlangen-Bamberg                                                                                           | BW | LBF 8  | Fürth, Unterfarrnbach             | ⊙ | 2,25 |  |
| Gering verlandeter Altwasserarm mit angrenzendem Baumbestand und feuchten Wiesenflächen; Waldmannsweiher im Talgrund zwischen Rednitz und Sommerbad | [[Vorlage:Bilderwunsch/code!/C:49.47447,10.97966!/D:Gering verlandeter Altwasserarm mit angrenzendem Baumbestand und feuchten Wiesenflächen; Waldmannsweiher im Talgrund zwischen Rednitz und Sommerbad!/\|BW]] | LBF 9  | Fürth                             | ⊙ | 3,89 |  |
| Mehrere zusammenhängende Entwässerungsgräben; in der Pegnitztalaue | BW | LBF 10 | Fürth                             | ⊙ | 0,99 |  |
| Drei ehemalige Fischteiche mit unterschiedlichen Verlandungsstadien; zwischen der Eschenau-Siedlung und MO-Kanal am Eschenausteg | BW | LBF 11 | Fürth, Dambach                    | ⊙ | 0,75 |  |
| Kleiner Altwasserrest mit dichtem Baumbestand und Schilfröhricht im Uferbereich; in der Talaue der Rednitz, westlich des Hans-Lohner-Sportgeländes | BW | LBF 12 | Fürth, Dambach                    | ⊙ | 0,22 |  |
| Altwasser der Regnitz, zu Fischweiher umgestaltet, sinkender Wasserstand (Wasserwerk); nördlich von Mannhof | | LBF 13 | Fürth, Stadeln                    | ⊙ | 0,60 |  |
| Mehrere Altwasserreste der Regnitz als Fischweiher genutzt; zwischen Mannhof und Vach | BW | LBF 14 | Fürth, Stadeln, Vach              | ⊙ | 1,37 |  |
| 5 Weiher mit Ufersaum im oberen Scherbsgraben; Oberfürberg am Stadtwaldrand | BW | LBF 15 | Fürth, Dambach, Fürther Stadtwald | ⊙ | 1,67 |  |
| Entwässerungsgraben mit entwicklungsfähigem Böschungsbewuchs; südlich des Wäsig, Fürther Stadt-Stadeln | BW | LBF 16 | Fürth, Stadeln                    | ⊙ | 0,38 |  |
| Kleine, bodensaure Magerrasenfläche – beweidet – mit angrenzender Hecke (und) freier Ackerflur; südwestlich von Atzenhof | BW | LBR 1  | Fürth, Unterfarrnbach             | ⊙ | 0,54 |  |
| Bodensaurer Magerrasen mit angrenzendem, aufgelassenem Gartengrundstück, beide Flächen beweidet; östlich von Stadeln | BW | LBR 2  | Fürth, Stadeln                    | ⊙ | 1,50 |  |
| Großflächiger bodensaurer Magerrasen auf Flusssand mit vielfältigen Sukzessionsstadien; im Wäsig | BW | LBR 3  | Fürth, Stadeln                    | ⊙ | 4,35 |  |
| Bodensaurer Magerrasen mit unterschiedlichen Entwicklungsstufen, nordwestlich von Burgfarrnbach | BW | LBR 4  | Fürth, Burgfarrnbach              | ⊙ | 1,29 |  |
| Reste eines bodensauren Magerrasens (beginnende Gehölzsukzession) in Verbindung mit mehreren gemischten Hecken | BW | LBR 5  | Fürth, Unterfarrnbach             | ⊙ | 0,70 |  |
| Junger, bodensaurer Magerrasen auf sandigem Rohboden; östlich der Erlanger Straße an der Stadelner Hard | BW | LBR 6  | Fürth, Stadeln                    | ⊙ | 0,59 |  |
| Ruderalflora mit initialem bodensaurem Magerrasen an einem südexponierten Steilhang; westlich des Frankenschnellwegs – A73 zwischen Kleingartenanlage und Pegnitz | | LBR 7  | Fürth, Poppenreuth                | ⊙ | 1,15 |  |
| Kleine Magerrasenfläche, am östlichen Rand der Rednitztalaue auf der Nordseite der Südwesttangente | BW | LBR 8  | Fürth                             | ⊙ | 0,36 |  |
| Kleine Ruderalfläche mit initialem bodensaurem Magerrasen, nördlich von Weikershof | BW | LBR 9  | Fürth                             | ⊙ | 0,31 |  |
| Bodensaurer Magerrasen auf Flugsand, entwicklungsfähig; südlich des Wäsig | BW | LBR 10 | Fürth, Stadeln                    | ⊙ | 0,98 |  |
| Legende für Geschützter Landschaftsbestandteil | |        |                                   |   |      |  |

## Geplante Ergänzungen
Im Juni 2022 wurde beschlossen, auch die folgenden Landschaftsbestandteile unter Schutz zu stellen. Eine entsprechende Verordnung wird jedoch voraussichtlich erst 2024 erlassen.
| Pappelreihe an der Stadelner Straße                                                                 | BW | LBH 17 | Fürth, Stadeln                        | ⊙ | 0,13  |  |
| Baumreihe entlang des Buckweges                                                                     | BW | LBH 18 | Fürth                                 | ⊙ | 0,42  |  |
| Eichenhain an der Stiftungstraße                                                                    | BW | LBH 19 | Fürth                                 | ⊙ | 1     |  |
| Baumreihe am Pappelsteig                                                                            |    | LBH 20 | Fürth, Poppenreuth                    | ⊙ | 1,17  |  |
| Rot-Eichenreihe am Kirchenweg Oberfürberg                                                           | BW | LBH 21 | Fürth, Burgfarrnbach, Dambach (Fürth) | ⊙ | 0,73  |  |
| Allee am Käppnerweg; im nördlichen Rednitztal                                                       | BW | LBH 22 | Fürth                                 | ⊙ | 0,59  |  |
| Bäume Willy-Brandt-Anlage                                                                           |    | LBH 23 | Fürth                                 | ⊙ | 1,43  |  |
| Gehölze und Bäume auf Böschungen am Ostrand des Rednitztals zwischen Jahnstraße und Südwesttangente | BW | LBH 24 | Fürth, Dambach; Fürth                 | ⊙ | 0,79  |  |
| Baumbestand gegenüber dem Bahnhof                                                                   | BW | LBH 25 | Fürth, Burgfarrnbach                  | ⊙ | 0,49  |  |
| Baumgruppe in der Mozartstraße                                                                      | BW | LBH 26 | Fürth, Dambach; Fürth                 | ⊙ | 0,14  |  |
| Heckenzug und markanter Einzelbaum                                                                  | BW | LBH 27 | Fürth, Unterfarrnbach                 | ⊙ | 0,31  |  |
| Kleines Laubmischwäldchen und Altbaumbestand i Schlosspark Burgfarrnbach                            |    | LBW 14 | Fürth, Burgfarrnbach                  | ⊙ | 4,08  |  |
| Leitenwälder mit magerem Altgrasbestand um den Geländesporn am Stadelhof                            | BW | LBW 15 | Fürth, Unterfarrnbach                 | ⊙ | 2,23  |  |
| Nasswiesen am Farrnbach südwestlich von Unterfarrnbach                                              | BW | LBF 17 | Fürth, Burgfarrnbach                  | ⊙ | 2,48  |  |
| Grafenweiher im Farrnbachtal westlich von Burgfarrnbach                                             | BW | LBF 18 | Fürth, Burgfarrnbach                  | ⊙ | 0,38  |  |
| Feuchtbiotope am Farrnbach zwischen Bahnlinie und MDK                                               | BW | LBF 19 | Fürth, Burgfarrnbach, Unterfarrnbach  | ⊙ | 4,49  |  |
| Feuchtbiotopkomplex in der Michelbachaue                                                            | BW | LBF 20 | Fürth, Vach                           | ⊙ | 1,43  |  |
| Auwald an der Rednitz zwischen MDK und der Bahnbrücke                                               | BW | LBF 21 | Fürth, Dambach; Fürth                 | ⊙ | 4,25  |  |
| Weiher am Moosweg / Geißäckerstraße mit Baumbestand                                                 | BW | LBF 22 | Fürth, Burgfarrnbach                  | ⊙ | 6,36  |  |
| Auengehölze und Leitenwald; am Farrnbach/Hintere Schwand                                            | BW | LBF 23 | Fürth, Unterfarrnbach                 | ⊙ | 3,18  |  |
| Sandmagerrasen auf dem ehemaligen Flugplatz Atzenhof                                                | BW | LBR 11 | Fürth, Unterfarrnbach                 | ⊙ | 12,25 |  |
| Legende für Geschützter Landschaftsbestandteil                                                      |    |        |                                       |   |       |  |